# Chen Jingang
Chen Jingang (en chino, 陈金刚; Tianjin, China; 4 de febrero de 1958) es un exfutbolista y entrenador de fútbol de China que jugaba en la posición de delantero.

## Carrera

### Club
| Periodo   | Club         |
| --------- | ------------ |
| 1977–1987 | Tianjin Teda |
| 1988–1989 | Tianjin II   |

### Selección nacional
Jugó para China de 1979 a 1983 con la que anotó 4 goles en 19 partidos, y participó en la Copa Asiática 1980 y en la clasificación rumbo a España 1982.

### Entrenador
| Periodo   | Club            |
| --------- | --------------- |
| 1997      | Tianjin Teda    |
| 1998      | China U-20      |
| 2004–2006 | Changchun Yatai |
| 2017–2019 | Changchun Yatai |

## Logros
- Liga Jia-A: 1980[2]